# Germanium(II)-tellurid
Germanium(II)-tellurid ist eine chemische Verbindung aus der Gruppe der Telluride.

## Gewinnung und Darstellung
Germanium(II)-tellurid kann durch Reaktion von Germanium mit Tellur gewonnen werden.
{\displaystyle \mathrm {Ge+Te\longrightarrow GeTe} }

## Eigenschaften
Germanium(II)-tellurid ist ein geruchloser schwarzer Feststoff, der unlöslich in Wasser ist. Er kommt in drei Modifikationen vor: zwei bei Raumtemperatur vorliegende Formen, α (rhomboedrischen), Raumgruppe R3m (Raumgruppen-Nr. 160) mit den Gitterkonstanten a = 4,156 Å, c =10,663 Å, sowie γ (orthorhombisch, Raumgruppe Pnma) und eine Hochtemperaturform β mit kubischer Kristallstruktur vom Steinsalz-Typ mit der Raumgruppe Fm3m (Raumgruppen-Nr. 225). Bei reinem Germanium(II)-tellurid ist die α-Form unterhalb der ferroelektrischen Curie-Temperatur von etwa 670 K die Häufigste, wobei die vorliegende Form von der genauen stöchiometrischen Zusammensetzung abhängt und bei 51 % Tellur zur γ-Form neigt.

## Verwendung
Germanium(II)-tellurid ist ein vielversprechendes Material für thermoelektrische Anwendungen und ein wichtiges Halbleitermaterial für prototypische Phasenänderungsmaterialien zur Anwendung in optischen und elektronischen nichtflüchtigen Speichern.